# 友禪染
友禪染（日语：／ yūzen */?）是一種施加在布料上的染色技法。為日本最具代表性的染色技法。友禪一詞最初是指宮崎友禪齋將扇繪應用在染布上色所發展出的獨特形式，是以澱粉質的防染劑，手繪染色的方法，經長時間的傳承與變化，漸漸發展出多樣的染色技法與風格。

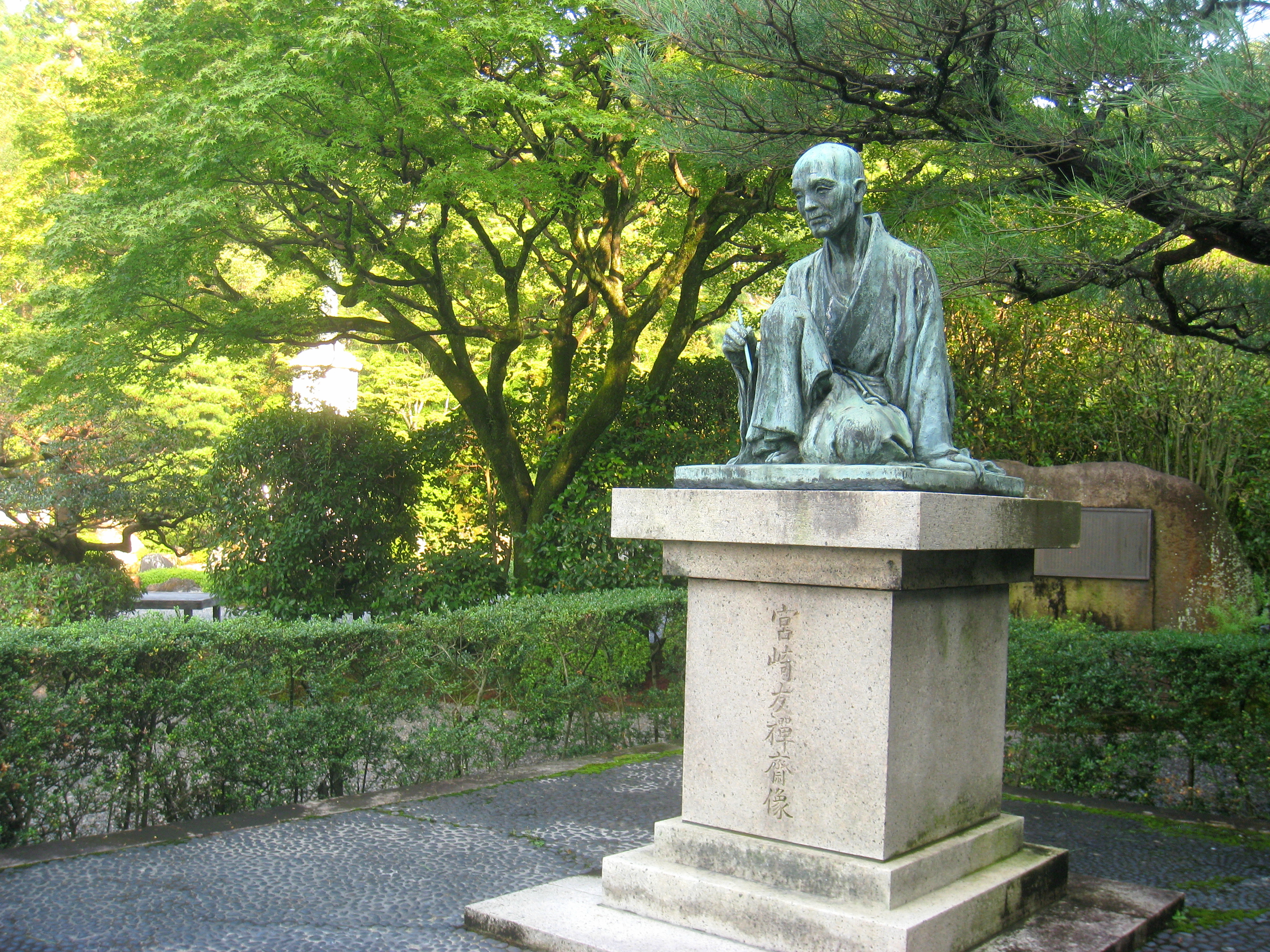
宮崎友禪齋像

## 概要

白縮緬地衝立鷹模様小袖

友禪的名字來自宮崎友禪齋——京都知恩院門前街上的一位扇繪師。在元祿時代，友禪畫的扇子十分出名，他將扇繪風格應用在小袖的紋樣上，這樣的染色法被稱為友禪染。「友禪模樣」使用繽紛的色彩，將動植物、器物、風景等紋樣簡略化的設計。當時也有使用日本的繪畫顏料，包括青黛與艷紅等。自友禪染開始，出現了自由的紋樣表現以及使用豐富色彩的模樣的新穎設計，如扇畫般華美的友禪染，與當時採用刺繡、金箔等方式製作的紋樣之厚重風格大相逕庭。
友禪有此一說是宮崎友禪齋發明的，但從現在的資料來看，他是友禪染的創作與改良的集大成者。

### 友禪的興盛
十七世紀晚期，市鎮逐漸繁榮，市民成為了商業活動的主要贊助者，他們享受美麗的小袖，也為新的式樣貢獻了想法，其中友禪染的快速興盛就是這波文化的源頭之一。友禪染有別於以往的染布技法，需要將布浸在染液中，而是使用畫筆在布上作畫，因此能夠創造出更精緻的圖樣，在色彩的運用上也更具變化，使得小袖設計的限制被大大解放，友禪迅速的傳播開來，形成一股風潮，當時很多小袖的流行雜誌也跟著發行。

### 型友禪
明治時代，化學染料開始盛行，廣瀨治助以型紙代替手繪的方式將圖案染印在布料上，發明了型友禪，擴大了友禪染的範疇，自此，友禪染能夠大量生產，變得相當普及，使得許多人都能擁有華麗的和服。
有一定程度量產的型友禪，上色時，各個顏色必須要數枚型紙分開進行上色。有時複雜模樣的型友禪更會用到數十張型紙。
現在，也有很多使用型染和友禪樣式製成的印刷品，被稱作友禪的商品來販售。

### 友禪的演變
根據學者的考究，友禪在元祿時期與現在所稱的「友禪染」意義大不相同。手描友禪技法中的引染是在使用化學染料引進之後才發明的，且糊防染技法也並非友禪染所獨有。而現今的友禪的表現非常自由，採用繪畫上色，並且帶有特別氣氛的風格及圖案，都能被稱作友禪。友禪的定義到底為何，含意的轉變又是如何發生，目前還沒有明確的答案。儘管如此，唯一可確信的是，這些不同於古代、由職人自由設計的繪畫表現，就是友禪被廣為認同的基礎。

## 手描友禪的主要流程
手繪的友禪工法程序相當多，分成作家原創跟職人分工製作的兩種形式。
分工的情況如以下介紹︰

### 染匠
染匠又稱為悉皆屋，首先染色職人參考工房保管的圖案本，對和服及飾帶的種類、配色、花紋等整體設計進行思考，並和其他職人合作，可稱作和服的製作人。此外，他們對和服的各種細節相當講究，且知識非常豐富，從製作開始到結束會在各工作場合不斷來回溝通。

### 下繪
在收到訂單之後，依照需求製作圖案，訂單的種類非常多樣、繪師根據年齡及其顧客所好設計和服樣式。確定好樣式後便開始在布料上描繪圖案輪廓，這個時候為了避免影響之後的染色，會從鴨跖草花瓣萃取出色素使用，其色素易溶於水，被拿來描繪在素布上的青花。

### 糊防染
主要成分為糯米的漿糊，在畫好的線稿上面使用澱粉質的防染劑描繪準確的輪廓線。使用的工具為「筒」，「筒」是由黃銅製的錐形口金和在「澀紙（一種防水的厚紙）」組成，筒裝入漿糊後，擠出「絲目糊」，沿著紋樣的輪廓線擠置精細的線條。

### 色插
糊防程序做好後，在框起來的圖案內用毛筆及刷毛將染料染上去的工法稱為「色插」，現在多使用化學染料，原本是使用藍、紅花、蘇木、茜草、紫根、刈安等植物染料，也有胭脂蟲等動物由來的天然染料。為了防止混色、通常是先上一個顏色，至顏料乾了之後再上下一個顏色。

### 蒸
色插完了之後就是蒸，以攝氏100度以上的高溫蒸氣，蒸30到40分鐘，蒸氣會使染料附著在素布上，避免褪色。

### 水元
有名的「友禪流」是在水質清澈乾淨的河川中將多餘的漿糊與染料漂洗。與多在高溫下的染色作業相比，像金澤這樣冬天嚴寒的地區有時會用雪融水進行友禪染的漂洗。河川上色彩繽紛、隨著水波緩緩而動的布是一大觀光特色，然而現在避免河川遭受污染，已禁止在河川進行清洗，主要使用工房內的水槽及自動洗淨機執行清洗，將蒸完後無法附著的染料及糊防染施加的漿糊洗掉。染織物用「水」洗回到「元」本（一開始）的樣子，因此稱為水元。現在業界所稱的水洗指的是使用化學精洗的過程，有機溶劑可使蠟染蠟及糊防染的糊徹底洗淨。

### 引染（地染）
「引染」（布的背景染）這個全體染色的工程。此過程也使用防染劑，謹慎地將模樣全體覆蓋，再將布料拉開——引（日语：ひき），並使用大刷子進行上色。能使和服的背景色毫無縫隙、顏色差異，是工法純熟的染色職人要做到的事。如藍色這樣從原料發酵而的的染劑，特別是在高溫多濕環境下活性才高的酵素，多在夏天進行這樣的染色作業。

### 加工裝飾
根據圖案不同，有時模樣繪製與地染的工作會來回數次，最後花的中心部分、動物的眼睛、鳥的羽毛、昆蟲的觸角等細節部分會另外用墨與顏料上色。有的也會使用金泥、金箔、刺繡作額外裝飾。

## 友禪的特色
1. 最重要的圖案先描繪，再塗上漿糊，接著進行絞染，由於絞染的外部輪廓會暈開，會再進行上色修正。
2. 染料不溶於水，因此可被使用在任何的絲織品上。
3. 一般的染法難有清晰的圖繪，在友禪染上則可以任意地繪畫。
4. 彩色染繪以及金、銀箔主要運用在小袖、夏季帷子、腰帶、包裝、風呂敷（可將物品包起來帶著走的正方形布）、長手帕是以染分（背景以不同顏色分割染色）的方式染印，並留下糊防染的白色花紋。
5. 除了服飾之外，友禪染也能應用在各種物品上，包括香袋、短冊、扇子、木盒、梳子……等，幾乎所有物品都能裝飾。[4]

## 產地而異的特徵

### 京友禪
京都是友禪染的發源地，京友禪喜愛柔和的色調，主要的顏色會混合辨別困難的數色，呈現出高雅華麗的氣質，以配色工夫著稱。京友禪以古風的有職模樣與琳派模樣為特色，也積極地以刺繡、金箔裝飾。此外在1976年被通商產業大臣（現為經濟產業大臣）指定為「傳統工藝品」。

### 加賀友禪
加賀友禪是以加賀御國染的色繪為基礎發展而成的友禪染技法。宮崎友禪晚年從京都搬遷至加賀藩屬的金澤，在加賀藩主御用的染房內進行下繪的工作，於是加賀御國染加之宮崎有禪帶來的友禪染，形成了加賀友禪。
加賀友禪以寫實的花草紋樣為基調，和有同樣擁有華麗圖案的京友禪相比，其武家風格相當鮮明。技法著重在線條的粗細變化以及植物蟲蝕的表現，在色彩的運用上，以加賀五彩（臙脂紅、土黃、古代紫、草綠、藍）為主，特別是紅與紫這樣奢華的顏色為主，既優雅又豔麗。
過去加賀友禪以「花、葉輪廓向中心的顏色由濃至淡與由淡至濃」與京友禪做分別，但現在的設計多元化，不同產地及業者都發展出自己的特徵，因此沒有很明確的劃分。加賀友禪在1975年被通商產業大臣（現為經濟產業大臣）指定為「傳統工藝品」。

### 東京友禪
又稱之東京手描友禪或江戶友禪，主要特徵是以江戶的街景、庶民文化為背景，呈現都會的時尚感。
德川家康時期，因應參勤交代制度，許多繪師、染師與其他職人，遷移至江戶地區，友禪的技藝從京都傳承至此。對染物來說水資源相當重要，於是在隅田川和神田川流域附近住了相當多的染師，並發展出了東京獨特的友禪染。
東京手描友禪在1975年被通商產業大臣（現為經濟產業大臣）指定為「傳統工藝品」。

## 友禪染名品
- 白縮緬地衝立鷹模樣小袖（東京國立博物館）
- 紋縮緬地熨斗紋樣友禅染振袖（友禪史會寄託在京都國立博物館、重要文化財）

## 關聯項目
- 友禪（日语：友禅）
- 宮崎友禪齋（日语：宮崎友禅斎）
- 京友禪（日语：京友禅）
- 牧村三枝子

## 外部連結
- （页面存档备份，存于）（日語）
- （页面存档备份，存于）（日語）
- （页面存档备份，存于）（日語）